# Elachistocleis bicolor
Elachistocleis bicolor – gatunek niewielkiego płaza bezogonowego z rodziny wąskopyskowatych (Microhylidae).

## Taksonomia
Gatunek ten był dawniej uznawany za podgatunek Elachistocleis ovalis. Lavilla i jego współpracownicy w 2003 r. dokonali jego wyodrębnienia.

## Morfologia
Gatunek ten osiąga długość od 2 do 4 cm. Ma owalne ciało i niewielką, trójkątną głowę. Grzbiet ma barwę brązowo-szarą, spodnia strona ciała – żółtą.

## Występowanie
Występuje w południowo-wschodniej Boliwii, południowym i zachodnim Paragwaju, północno-wschodniej Argentynie, południowo-wschodniej Brazylii i Urugwaju. Żyje na terenach trawiastych okresowo zalewanych wodą, a także w ściółce lasów suchych i wilgotnych.

## Tryb życia i pożywienie
Osobniki tego gatunku preferują nocny tryb życia. Żywią się termitami i mrówkami.

## Status
Gatunek ten występuje pospolicie, a liczba osobników nie zmienia się znacząco w długich odstępach czasu. Nie stwierdzono wysokiego ryzyka wymarcia tych płazów w najbliższej przyszłości.